# Fort Worth Texans
Die Fort Worth Texans waren ein US-amerikanisches Eishockeyfranchise der Central Hockey League aus Fort Worth, Texas.  

## Geschichte
Das Franchise der Memphis Wings aus der Central Professional Hockey League wurde zur Saison 1967/68 nach Fort Worth, Texas, umgesiedelt und in Fort Worth Wings umbenannt. Den Namen erhielt die Mannschaft in Anlehnung an die Detroit Red Wings aus der National Hockey League, deren Farmteam sie bis 1973 war. In der CHL gehörte das Team aus Fort Worth zu den beliebtesten Mannschaften, welches besonders zu den Dallas Black Hawks eine intensive Rivalität führte. Obwohl die Mannschaft teilweise mehrere NHL-Teams als Kooperationspartner hatte, war sie in ihren ersten Jahren recht erfolglos und kam nie über die erste Playoff-Runde hinaus. 
Nach dem Ende des Engagements der Detroit Red Wings, änderten die Teambesitzer den Namen der Mannschaft in Fort Worth Texans und als neuer Kooperationspartner wurden Mitte der 1970er Jahre die New York Islanders gefunden, die zu diesem Zeitpunkt die NHL dominierte. Wie ihr Kooperationspartner spielten auch die Fort Worth Texans fortan in den Farben blau, weiß und orange. In der Saison 1977/78 gewannen sie schließlich zum ersten und einzigen Mal den Adams Cup, die Meisterschaft der CHL. Von 1979 bis 1982 verfügten die Texans mit den Colorado Rockies zwar immer noch einen NHL-Partner, jedoch gehörten die Texans zu den schwächeren Teams der Liga und aufgrund des sinkenden Zuschauerschnitts stellten die Fort Worth Texans im Anschluss an die Saison 1981/82 den Spielbetrieb ein.

## Saisonstatistik
Abkürzungen: GP = Spiele, W = Siege, L = Niederlagen, T = Unentschieden, OTL = Niederlagen nach Overtime SOL = Niederlagen nach Shootout, Pts = Punkte, GF = Erzielte Tore, GA = Gegentore, PIM = Strafminuten
| Saison  | GP | W  | L  | T  | OTL | SOL | Pts | GF  | GA  | Platz        | Playoffs                       |
| 1967–68 | 70 | 34 | 25 | 11 | —   | —   | 79  | 245 | 199 | 2., Southern | Niederlage im Finale           |
| 1968–69 | 72 | 23 | 29 | 20 | —   | —   | 66  | 210 | 237 | 5., South    | nicht qualifiziert             |
| 1969–70 | 72 | 31 | 25 | 16 | —   | —   | 78  | 217 | 206 | 4., CHL      | Niederlage in der ersten Runde |
| 1970–71 | 72 | 35 | 28 | 9  | —   | —   | 79  | 232 | 198 | 3., CHL      | Niederlage in der ersten Runde |
| 1971–72 | 72 | 30 | 30 | 12 | —   | —   | 72  | 238 | 246 | 3., CHL      | Niederlage in der ersten Runde |
| 1972–73 | 72 | 31 | 35 | 6  | —   | —   | 68  | 254 | 267 | 3., CHL      | Niederlage in der ersten Runde |
| 1973–74 | 72 | 30 | 28 | 14 | —   | —   | 74  | 237 | 241 | 4., CHL      | Niederlage in der ersten Runde |
| 1974–75 | 78 | 26 | 40 | 12 | —   | —   | 64  | 264 | 322 | 4., Southern | nicht qualifiziert             |
| 1975–76 | 76 | 29 | 31 | 16 | —   | —   | 74  | 287 | 271 | 5., CHL      | nicht qualifiziert             |
| 1976–77 | 76 | 35 | 32 | 9  | —   | —   | 79  | 272 | 261 | 4., CHL      | Niederlage in der ersten Runde |
| 1977–78 | 76 | 44 | 29 | 3  | —   | —   | 91  | 262 | 251 | 1., CHL      | Adams Cup                      |
| 1978–79 | 76 | 33 | 39 | 4  | —   | —   | 70  | 260 | 277 | 4., CHL      | Niederlage in der ersten Runde |
| 1979–80 | 80 | 37 | 34 | 9  | —   | —   | 83  | 312 | 298 | 3., CHL      | Niederlage im Finale           |
| 1980–81 | 80 | 24 | 53 | 3  | —   | —   | 51  | 201 | 309 | 7., CHL      | Niederlage in der ersten Runde |
| 1981–82 | 80 | 20 | 57 | 3  | —   | —   | 43  | 273 | 401 | 5., South    | nicht qualifiziert             |

## Team-Rekorde

### Karriererekorde (Wings)
| Spiele:       | 230 | Kanada | Ross Perkins    |
| Tore:         | 78  | Kanada | Ross Perkins    |
| Assists:      | 124 | Kanada | Rick McCann     |
| Punkte:       | 181 | Kanada | Rick McCann     |
| Strafminuten: | 365 | Kanada | Craig Reichmuth |

### Karriererekorde (Texans)
| Spiele:       | 304 | Kanada | Neil Nicholson |
| Tore:         | 97  | Kanada | Dave Salvian   |
| Assists:      | 178 | Kanada | Neil Nicholson |
| Punkte:       | 230 | Kanada | Neil Nicholson |
| Strafminuten: | 455 | Kanada | Alex McKendry  |

## Bekannte Spieler
- Don Ashby
- Bob Bourne
- Warren Godfrey
- Ed Hatoum
- Göran Högosta
- Ron Kennedy
- Randy Pierce
- Pat Price
- Darcy Regier
- Glenn Resch
- Jim Rutherford
- Steve Tambellini
- Tom Younghans